# Fondazione Quadriennale di Roma
Fondazione Quadriennale di Roma je talijanska nacionalna ustanova. Promiče suvremenu talijansku suvremenu umjetnost. Raspisuje poziv za potporu Q-international. Tom potporom podupire ustanove i organizacije izvan Italije koje predstavljaju talijanske umjetnike u inozemstvu. Na natječaj za tu potporu mogu se javiti neprofitne ili privatne organizacije koje promoviraju suvremene vizualne umjetnosti. Na primjer, to mogu biti muzeji, centri za suvremenu umjetnost, sveučilišne ustanove i ostale.
Sjedište je u Rimu u villi Carpegni, ulaz s Circonvallazione Aurelia 72.
Osnovana je 1927. godine sa zamisli da se u Rim usredotoči glavna proizvodnja nacionalne figurativne umjetnosti, ostavivši Venecijanskom bijenalu održavanje međunarodnih manifestacija.
Izložbe se održavaju od 1931. godine. Mjesto održavanja je neoklasična Izložbena palača (Palazzo delle Esposizioni).

## Vanjske poveznice
- (tal.) Fondazione Quadriennale di Roma
- (eng.) Fondazione Quadriennale di Roma Q-international